# Heterosphecia soljanikovi
Heterosphecia soljanikovi is een vlinder uit de familie wespvlinders (Sesiidae), onderfamilie Sesiinae.
Heterosphecia soljanikovi is voor het eerst wetenschappelijk beschreven door Gorbunov in 1988. De soort komt voor in het Oriëntaals gebied.